# 王应麟墓道
王应麟墓道位于中国浙江省宁波市鄞州区五乡镇宝同村同谷山之南麓，元代墓道，分墓室和墓道两部分，墓道总长50米，宽10米，依山势而筑，由南而北依次排列为墓表柱一件、石龟一件、石羊一对、残虎一对、残马一件、武将一件、文相一件，2005年4月公布为鄞州区文物保护单位。